# Liste der Baudenkmale in Haselünne
In der Liste der Baudenkmale in Haselünne sind alle Baudenkmale der niedersächsischen Gemeinde Haselünne aufgelistet. Die Quelle der Baudenkmale ist der Denkmalatlas Niedersachsen. Der Stand der Liste ist der 14. Juli 2021.

## Allgemein
In den Spalten befinden sich folgende Informationen:
- Lage: die Adresse des Baudenkmales und die geographischen Koordinaten. Kartenansicht, um Koordinaten zu setzen. In der Kartenansicht sind Baudenkmale ohne Koordinaten mit einem roten Marker dargestellt und können in der Karte gesetzt werden. Baudenkmale ohne Bild sind mit einem blauen Marker gekennzeichnet, Baudenkmale mit Bild mit einem grünen Marker.
- Bezeichnung: Bezeichnung des Baudenkmales
- Beschreibung: die Beschreibung des Baudenkmales. Unter § 3 Abs. 2 NDSchG werden Einzeldenkmale und unter § 3 Abs. 3 NDSchG Gruppen baulicher Anlagen und deren Bestandteile ausgewiesen.
- ID: die Objekt-ID des Baudenkmales
- Bild: ein Bild des Baudenkmales, ggf. zusätzlich mit einem Link zu weiteren Fotos des Baudenkmals im Medienarchiv Wikimedia Commons. Wenn man auf das Kamerasymbol klickt, können Fotos zu Baudenkmalen aus dieser Liste hochgeladen werden:

## Haselünne

### Gruppe: Haselünne, Burgmannshöfe
Die Gruppe „Haselünne, Burgmannshöfe“ hat die ID 35898399.

| Lage                                       | Bezeichnung  | Beschreibung                        | ID       | Bild |
| ------------------------------------------ | ------------ | ----------------------------------- | -------- | ---- |
| Ritterstraße 4 52° 40′ 30″ N, 7° 29′ 8″ O  | Burgmannshof | Bentinckhof, heute Brennereimuseum  | 5923317  | BW   |
| Ritterstraße 4 52° 40′ 28″ N, 7° 29′ 8″ O  | Ummauerung   | Bentinckhof, heute Brennereimuseum  | 35924860 |      |
| Ritterstraße 5 52° 40′ 29″ N, 7° 29′ 10″ O | Burgmannshof | Hüntelhof, heute Wohnsitz Berentzen | 35923347 | BW   |
| Ritterstraße 5 52° 40′ 28″ N, 7° 29′ 10″ O | Vorgarten    | Hüntelhof, heute Wohnsitz Berentzen | 35924834 | BW   |
| Ritterstraße 7 52° 40′ 30″ N, 7° 29′ 11″ O | Burgmannshof | Westerholtscher Burgmannshof        | 35923377 | BW   |
| Ritterstraße 7 52° 40′ 28″ N, 7° 29′ 12″ O | Pförtnerhaus |                                     | 35924912 | BW   |
| Ritterstraße 7 52° 40′ 29″ N, 7° 29′ 13″ O | Wohnhaus     | Westerholtscher Burgmannshof        | 35925251 | BW   |
| Ritterstraße 9 52° 40′ 30″ N, 7° 29′ 14″ O | Einfriedung  | Hof Dwingelo                        | 35925127 | BW   |
| Ritterstraße 9 52° 40′ 29″ N, 7° 29′ 14″ O | Burgmannshof | Hof Dwingelo                        | 35923409 | BW   |
| Ritterstraße 9 52° 40′ 30″ N, 7° 29′ 16″ O | Einfriedung  | Hof Dwingelo                        | 35925127 | BW   |
| Nonnenwall 5 52° 40′ 30″ N, 7° 29′ 14″ O   | Stall        | Böttcherei Thole                    | 35924889 |      |
| Nonnenwall 5 52° 40′ 29″ N, 7° 29′ 15″ O   | Böttcherei   | Böttcherei Thole                    | 35924750 | BW   |

### Gruppe: Haselünne, Kath. Kirche
Die Gruppe „Haselünne, Kath. Kirche“ hat die ID 35898380.

| Lage                                   | Bezeichnung | Beschreibung                    | ID       | Bild           |
| -------------------------------------- | ----------- | ------------------------------- | -------- | -------------- |
| Kirchstraße 52° 40′ 21″ N, 7° 29′ 9″ O | Kirche      | Kirche St. Vincentius           | 35898380 | Weitere Bilder |
| Kirchhof 52° 40′ 21″ N, 7° 29′ 8″ O    | Kirchhof    | St. Vincentius                  | 35925021 | BW             |
| Kirchstraße 52° 40′ 22″ N, 7° 29′ 8″ O | Bildstock   |                                 | 35922943 | BW             |
| Kirchstraße 52° 40′ 22″ N, 7° 29′ 9″ O | Einfriedung | Mauerreste des ehem. Adelshofes | 35923022 | BW             |

### Gruppe: Haselünne, Wohnhausensemble
Die Gruppe „Haselünne, Wohnhausensemble“ hat die ID 35899258.

| Lage                                      | Bezeichnung | Beschreibung | ID       | Bild |
| ----------------------------------------- | ----------- | ------------ | -------- | ---- |
| Kirchstraße 9 52° 40′ 22″ N, 7° 29′ 9″ O  | Wohnhaus    |              | 35923988 | BW   |
| Kirchstraße 7 52° 40′ 23″ N, 7° 29′ 10″ O | Wohnhaus    |              | 35924016 | BW   |

### Gruppe: Eisenbahn-Betriebswerk
Die Gruppe „Eisenbahn-Betriebswerk“ hat die ID 35900100.

| Lage                                      | Bezeichnung     | Beschreibung                | ID       | Bild |
| ----------------------------------------- | --------------- | --------------------------- | -------- | ---- |
| Bahnhofstraße 52° 40′ 37″ N, 7° 29′ 3″ O  | Empfangsgebäude | Meppen-Haselünner-Eisenbahn | 35924095 |      |
| Bahnhofstraße 52° 40′ 37″ N, 7° 29′ 4″ O  | Güterschuppen   | Meppen-Haselünner-Eisenbahn | 35925075 |      |
| Bahnhofstraße 52° 40′ 39″ N, 7° 29′ 8″ O  | Bahnmeisterei   | Meppen-Haselünner-Eisenbahn | 35924210 |      |
| Bahnhofstraße 52° 40′ 39″ N, 7° 29′ 15″ O | Lokschuppen     | Meppen-Haselünner-Eisenbahn | 35924180 |      |
| Bahnhofstraße 52° 40′ 39″ N, 7° 29′ 15″ O | Wasserhaus      | Meppen-Haselünner-Eisenbahn | 35924805 |      |

### Einzelbaudenkmale
| Lage                                                   | Bezeichnung              | Beschreibung                       | ID       | Bild           |
| ------------------------------------------------------ | ------------------------ | ---------------------------------- | -------- | -------------- |
| Steintorstraße 9 52° 40′ 27″ N, 7° 29′ 5″ O            | Burgmannshof             | heute Hotel Jagdhaus Wiedehage     | 35923494 | BW             |
| Petersilienstraße 1 52° 40′ 25″ N, 7° 29′ 5″ O         | Wohnhaus                 |                                    | 35923291 | BW             |
| Petersilienstraße 1 52° 40′ 25″ N, 7° 29′ 6″ O         | Anbau                    | Burgmannshof Russel (Burghotel)    | 35925304 | BW             |
| Petersilienstraße 27 52° 40′ 21″ N, 7° 29′ 5″ O        | Wohnhaus                 |                                    | 35924154 | Weitere Bilder |
| Petersilienstraße 23 52° 40′ 21″ N, 7° 29′ 6″ O        | Wohnhaus                 | ehem. Gaststätte „Zum alten Bock“  | 35924127 | BW             |
| Steintorstraße 4 52° 40′ 25″ N, 7° 29′ 8″ O            | Wohn-/Geschäftshaus      |                                    | 35924631 | BW             |
| Kirchstraße 2 52° 40′ 24″ N, 7° 29′ 10″ O              | Wohnhaus                 |                                    | 35923961 | BW             |
| Hasestraße 27 52° 40′ 24″ N, 7° 29′ 11″ O              | Wohn-/Geschäftshaus      |                                    | 35922883 | Weitere Bilder |
| Hasestraße 25 52° 40′ 23″ N, 7° 29′ 12″ O              | Wohnhaus                 |                                    | 35922829 | BW             |
| Hasestraße 19 52° 40′ 21″ N, 7° 29′ 12″ O              | Burgmannshof             | Schwenkenhof (Wohn-/Geschäftshaus) | 35924067 | BW             |
| Markt 23 52° 40′ 25″ N, 7° 29′ 13″ O                   | Rathaus                  | Altes Rathaus Haselünne            | 35923184 |                |
| Ritterstraße 23 52° 40′ 27″ N, 7° 29′ 12″ O            | Wasserturm               |                                    | 45021120 | BW             |
| Ritterstraße 17 + 18 52° 40′ 28″ N, 7° 29′ 15″ O       | Wohnhaus                 |                                    | 35923439 | BW             |
| Nonnenwall 3 52° 40′ 28″ N, 7° 29′ 17″ O               | Wohnhaus                 |                                    | 35923265 | Weitere Bilder |
| Neustadtstraße 36 52° 40′ 26″ N, 7° 29′ 18″ O          | Wohnhaus                 |                                    | 35923240 | BW             |
| Neustadtstraße 52° 40′ 29″ N, 7° 29′ 21″ O             | Alte Klosterkirche       |                                    | 35923211 | Weitere Bilder |
| Klosterstraße 52° 40′ 30″ N, 7° 29′ 23″ O              | Fabrikgebäude            | Fabrik H. Heydt                    | 35923050 | BW             |
| Andruper Straße ggü. Nr. 6 52° 40′ 28″ N, 7° 29′ 33″ O | Bildstock                | St. Antonius                       | 35923076 | BW             |
| Lingener Straße 30 52° 40′ 6″ N, 7° 28′ 59″ O          | Wohn-/Wirtschaftsgebäude | „Haus Tiding“ im Heimatmuseum      | 35924043 | BW             |
| Lingener Straße 30 52° 40′ 5″ N, 7° 28′ 58″ O          | Wohn-/Wirtschaftsgebäude | „Haus Klus“ im Heimatmuseum        | 35922465 | BW             |

## Andrup

### Gruppe: Andrup, kath. Volksschule
Die Gruppe „Andrup, kath. Volksschule“ hat die ID 35898453.

| Lage                                        | Bezeichnung | Beschreibung | ID       | Bild |
| ------------------------------------------- | ----------- | ------------ | -------- | ---- |
| Alte Dorfstraße 52° 39′ 49″ N, 7° 31′ 42″ O | Schule      |              | 35922601 | BW   |
| Alte Dorfstraße 52° 39′ 50″ N, 7° 31′ 42″ O | Bildstock   |              | 35922489 | BW   |
| Alte Dorfstraße 52° 39′ 49″ N, 7° 31′ 41″ O | Baumbestand |              | 35925330 | BW   |

### Einzelbaudenkmale
| Lage                                                          | Bezeichnung | Beschreibung | ID       | Bild |
| ------------------------------------------------------------- | ----------- | ------------ | -------- | ---- |
| Alte Dorfstraße 15 52° 39′ 58″ N, 7° 31′ 52″ O                | Wohnhaus    | Gut Eickhof  | 35922516 | BW   |
| Alte Dorfstraße (gegenüber Nr. 9) 52° 39′ 49″ N, 7° 31′ 39″ O | Wegekapelle |              | 5922547  | BW   |
| Alte Dorfstraße 9 52° 39′ 49″ N, 7° 31′ 39″ O                 | Scheune     |              | 35922574 | BW   |

## Bückelte

### Einzelbaudenkmale
| Lage                                    | Bezeichnung | Beschreibung           | ID       | Bild |
| --------------------------------------- | ----------- | ---------------------- | -------- | ---- |
| Kapellenweg 52° 39′ 29″ N, 7° 25′ 17″ O | Kapelle     | St. Antonius von Padua | 35922633 |      |
| Kapellenweg 52° 39′ 28″ N, 7° 25′ 15″ O | Baumkranz   | St. Antonius von Padua | 35925153 | BW   |

## Dörgen

### Gruppe: Groß Dörgen, Hofanlage
Die Gruppe „Groß Dörgen, Hofanlage“ hat die ID 35898418.

| Lage                                      | Bezeichnung | Beschreibung | ID       | Bild |
| ----------------------------------------- | ----------- | ------------ | -------- | ---- |
| Groß Dörgen 1 52° 41′ 33″ N, 7° 22′ 36″ O | Wegekreuz   |              | 35922721 | BW   |
| Groß Dörgen 1 52° 41′ 32″ N, 7° 22′ 35″ O | Einfriedung |              | 35924967 | BW   |

### Einzelbaudenkmale
| Lage                                                       | Bezeichnung              | Beschreibung | ID       | Bild |
| ---------------------------------------------------------- | ------------------------ | ------------ | -------- | ---- |
| Groß Dörgen 3 52° 41′ 15″ N, 7° 22′ 51″ O                  | Wohn-/Wirtschaftsgebäude | Hallenhaus   | 35922662 | BW   |
| Groß Dörgen 1 52° 41′ 40″ N, 7° 22′ 21″ O                  | Scheune                  |              | 35922692 | BW   |
| B 402: Parkplatz Dörgener Wald 52° 42′ 16″ N, 7° 22′ 18″ O | Denkmal                  | Pyramide     | 35924721 | BW   |

## Eltern

### Gruppe: Eltern, Kreuzweg
Die Gruppe „Eltern, Kreuzweg“ hat die ID 35898436.

| Lage                                    | Bezeichnung     | Beschreibung | ID       | Bild |
| --------------------------------------- | --------------- | ------------ | -------- | ---- |
| Stationsweg 52° 40′ 48″ N, 7° 30′ 41″ O | Kreuzwegstation |              | 35922750 | BW   |
| Stationsweg 52° 40′ 47″ N, 7° 30′ 28″ O | Wegekapelle     |              | 35922777 | BW   |

## Flechtum

### Einzelbaudenkmale
| Lage                                    | Bezeichnung | Beschreibung | ID       | Bild |
| --------------------------------------- | ----------- | ------------ | -------- | ---- |
| Höven 52° 41′ 18″ N, 7° 33′ 25″ O       | Kapelle     |              | 35923521 | BW   |
| Feldhausen 1 52° 42′ 24″ N, 7° 34′ 0″ O | Bildstock   |              | 35922802 | BW   |

## Lage

### Einzelbaudenkmale
| Lage                                     | Bezeichnung | Beschreibung | ID       | Bild |
| ---------------------------------------- | ----------- | ------------ | -------- | ---- |
| Buschhofweg 2 52° 38′ 53″ N, 7° 32′ 1″ O | Backhaus    |              | 35923621 | BW   |

## Lotten

### Einzelbaudenkmale
| Lage                                               | Bezeichnung              | Beschreibung | ID       | Bild |
| -------------------------------------------------- | ------------------------ | ------------ | -------- | ---- |
| Poller Esch 1 52° 39′ 0″ N, 7° 29′ 39″ O           | Wohn-/Wirtschaftsgebäude |              | 45893509 | BW   |
| Nördlicher Ortseingang 52° 38′ 40″ N, 7° 28′ 56″ O | Bildstock                | Relieftafel  | 35923728 | BW   |
| Hoormanns Wehr 52° 38′ 35″ N, 7° 28′ 58″ O         | Bildstock                | Relieftafel  | 35923700 | BW   |
| Hoormanns Wehr 52° 38′ 32″ N, 7° 29′ 6″ O          | Bildstock                | Relieftafel  | 35923672 | BW   |
| Häger Hof 1 52° 38′ 2″ N, 7° 29′ 22″ O             | Backhaus                 |              | 35923646 | BW   |

## Westerloh

### Einzelbaudenkmale
| Lage                                       | Bezeichnung | Beschreibung | ID | Bild |
| ------------------------------------------ | ----------- | ------------ | -- | ---- |
| Bersener Straße 52° 44′ 10″ N, 7° 29′ 8″ O | Wegekapelle |              |    | BW   |